# 怒蛛
怒蛛，或稱擬幽靈蛛，为幽灵蛛科怒蛛属的动物。分布于全球分布、台湾岛以及中国大陆的广东、香港等地。